# Коста-Весковато
Коста-Весковато (італ. Costa Vescovato, п'єм. Còsta) — муніципалітет в Італії, у регіоні П'ємонт,  провінція Алессандрія.
Коста-Весковато розташована на відстані близько 440 км на північний захід від Рима, 105 км на схід від Турина, 27 км на південний схід від Алессандрії.
Населення — 357 осіб (2014).
Щорічний фестиваль відбувається 11 листопада. Покровитель — святий Мартин.

## Демографія
Населення за роками:

Станом на 1 січня 2023 року в муніципалітеті офіційно проживало 35 іноземців з 9 країн, серед них 25 громадян країн Євросоюзу.

## Сусідні муніципалітети
- Аволаска
- Кареццано
- Кастелланія
- Черрето-Груе
- Монтеджоко
- Падерна
- Віллароманьяно